# Jill Ciment
Jill Ciment (* 19. März 1953 in Montreal, Quebec, Kanada) ist eine US-amerikanische Schriftstellerin.

## Leben und Werk
Jill Ciment wurde in Montreal geboren. Sie stammt aus bürgerlichen, säkular jüdischen Verhältnissen. Ihre Familie zog 1964 nach Los Angeles. Ihr Kunststudium am California Institute of the Arts (CalArts) schloss sie 1975 mit einem BFA (Bachelor of Fine Arts) ab, später folgte der MFA (Master of Fine Arts) im Kreativen Schreiben an der University of California.
In ihrer Zeit am CalArts studierte sie unter anderem bei dem Konzeptkünstler John Baldessari.
Im Jahr 1970, als Ciment 17 Jahre alt war, begann sie eine Affäre mit dem 30 Jahre älteren bildenden Künstler Arnold Mesches, den sie 1983 heiratete. Sie blieb mit ihm bis zu seinem Tod 2016 verheiratet.
Ihr 1997 publiziertes Memoir Half a Life widmet sich neben Ciments turbulenter Kindheit und Jugend hauptsächlich dieser außergewöhnlichen Ehe. Besonders detailliert bespricht sie den Altersunterschied der beiden und die Tatsache, dass Mesches zu Beginn ihrer Beziehung bereits verheiratet und Ciments Kunstdozent war.
Zu Beginn ihrer schriftstellerischen Laufbahn veröffentlichte Jill Ciment nach diversen Kurzgeschichten 1993 ihren ersten Roman The Law Of Falling Bodies (dt. Schwerelos). Er handelt von der Teenagerin Kim, die mit ihrer Mutter Gloria in einem Wohnwagen quer durch den Südwesten der Vereinigten Staaten reist. Gloria arbeitet als eine Art moderner Quacksalber und verdient mit dubiosen Heilmitteln ihr Geld, weswegen sie und ihre Tochter aus Angst vor verärgerten Kunden ständig in Bewegung bleiben müssen. Unterwegs kollidieren sie mit dem Packard des konventionell lebenden Arthur, worauf die beiden kurzzeitig bei ihm einziehen. Dabei verlieben sich die 15-jährige Kim und der wesentlich ältere Witwer Arthur ineinander.
Ciments Teeth of the Dog (dt. Dunkle Insel) erschien 1999 und erhielt positive Kritiken. In dem literarischen Thriller geht es um einen Anthropologen und seine bedeutend jüngere Frau, die auf die (fiktionale) melanesische Insel Vanduu reisen, auf der für das Ehepaar zunehmend bedrohliche Ereignisse auftreten. Das Buch sei „eine fesselnde, spannungsgeladene Geschichte, die [...] an die Arbeit von Graham Greene erinnert“, und Ciment durchdringe in ihrem Schreiben „geschickt das Herz der allzu menschlichen Dunkelheit, die den oberflächlichen Verlockungen eines tropischen Paradieses zugrunde liegt.“ Als Leser spüre man auf jeder Seite „die drückende Hitze, die klirrende Energie, das Geschrei, den Tumult und die Lust der hungrigen, traurigen Tropen.“
2005 folgte der Roman The Tattoo Artist, die Geschichte der amerikanischen Künstlerin Sara Ehrenreich, die als junge Frau auf der Südseeinsel Ta'un'uu mit ihrem Mann während eines Sturms strandet und  Anfang der 1970er im Rahmen eines Beitrags des Life-Magazins erstmals nach Manhattan zurückkehrt. Sie hat in mehr als drei Jahrzehnten die Insel nicht verlassen und ist überdies von Kopf bis Fuß mit Tätowierungen bedeckt. Die Erzählung springt hierbei oft zurück zu bedeutenden Passagen in Saras Leben, beispielsweise zu Saras Jugend im New York der 1920er Jahre, dem Kennenlernen ihres Mannes Philip, der Reise in die Südsee und ihrem Leben auf der Insel. Im Kontext der vergangenen Jahrzehnte und ihrem Umgang mit den Praktiken und Überzeugungen der Südsee-Insulaner verändern sich ihr Kunstbegriff und ihr Blick auf die Welt.
Jill Ciments 2009 veröffentlichter Roman Heroic Measures war einer der Titel, die von Oprah Winfreys Buchclub als Lesetipp für den Sommer desselben Jahres ausgewählt wurden. Außerdem schaffte er es unter die letzten fünf Finalisten des Los Angeles Times Book Prize 2010. 2015 wurde Heroic Measures als Film Ruth & Alex – Verliebt in New York (im Original: 5 Flights Up) adaptiert. In ihm spielen unter anderem Diane Keaton, Morgan Freeman und Cynthia Nixon mit.
2015 veröffentlichte Ciment ihren Titel Act of God. In Zusammenarbeit mit Amy Hempel fertigte sie im selben Jahr unter dem Sammelpseudonym A.J. Rich den Roman The Hand That Feeds You an.
Ciments Buch The Body In Question erschien 2019 im Original, es vereint Elemente des Kriminalromans und des literarischen Thrillers. Darin wird in Florida eine junge Frau vor Gericht beschuldigt, ihren Bruder, der sich noch im Säuglingsalter befand, getötet zu haben. Die Hauptfigur ist jedoch eine Frau mittleren Alters, zunächst nur als Aktennummer C-2 bekannt, die als Mitglied der Jury des Mordprozesses dient. Während der rechtlich für die Dauer des Prozesses vorgeschriebenen Isolation beginnt sie eine Affäre mit einem anderen Juror. Da der Mord durch ein Geständnis der jugendlichen Täterin scheinbar erwiesen wirkt, rückt stellenweise der kriminalistische Aspekt in den Hintergrund. Besonderes Augenmerk liegt daher auf der Beziehung der Protagonistin zu ihrem Mitgeschworenen sowie auf der Beschreibung ihrer konfliktiven Gefühle der Leidenschaft, moralischer Bedenken und prozessualer Zweifel.
The Body in Question wurde von der New York Times als eines von 100 besonders bemerkenswerten Bücher des Jahres 2019 aufgeführt und erschien 2020 als Anatomie eines Prozesses beim fränkischen Verlag ars vivendi erstmals in deutscher Sprache, in der Übersetzung von Max Stadler.
Ciment lebt abwechselnd in Brooklyn und Florida. Sie ist Professor Emerita an der University of Florida, wo sie lange Zeit Kurse für Kreatives Schreiben hielt.
Derzeit beschäftigt sich Jill Ciment mit einer Überarbeitung ihres Erinnerungswerks Half a Life in einer neuen Memoirenreihe namens The Other Half. Dabei wird sie auf den Tod ihres Ehemannes Arnold Mesches und die MeToo-Bewegung Bezug nehmen.

## Bibliographie

### Romane
- The Law of Falling Bodies. Roman. Poseidon Press, New York City 1993, ISBN 978-0-671-79451-4
  - dt.: Schwerelos, übersetzt von Claudia Böttger. FISCHER Taschenbuch, Frankfurt am Main 1996, ISBN 978-3-596-12933-1
- Teeth of the Dog. Roman. Crown, 1999, ISBN 978-0-517-70202-4
  - dt.: Dunkle Insel, übersetzt von Juliane Lochner. Goldmann, München 2001, ISBN 978-3-442-72543-4
- The Tattoo Artist. Roman. Pantheon, New York City 2005, ISBN 978-1-4000-7844-8
- Heroic Measures. Roman. Pantheon, New York City 2009, ISBN 978-0-375-42522-6
- Act of God. Roman. Pantheon, New York City 2015, ISBN 978-0-307-91170-4
- The Body in Question. Roman. Pantheon, New York City 2019, ISBN 978-1-5247-4798-5
  - dt.: Anatomie eines Prozesses, übersetzt von Max Stadler. ars vivendi Verlag 2020, ISBN 978-3-7472-0192-3

#### Als A.J. Rich
- The Hand That Feeds You. Roman. Scribner, New York City 2015, ISBN 978-1-4767-7458-9

### Kurzgeschichten
- Small Claims. Kurzgeschichtensammlung. Weidenfeld & Nicolson, London 1986, ISBN 978-1-55584-000-6

### Autobiografische Werke
- Half a Life. Memoir. Anchor, 1997, ISBN 978-0-385-48891-4

### Adaptionen
- Astronomy. Kurzfilm. Regie: Susan Rogers, 2014. Basierend auf der Kurzgeschichte Astronomy.
- 5 Flights Up. (dt. Ruth & Alex – Verliebt in New York) Film. Regie: Richard Loncraine, 2014. Basierend auf dem Roman Heroic Measures.